# Yamaguitisentis neobythitis
Yamaguitisentis neobythitis är en hakmaskart som först beskrevs av Yamaguti 1939.  Yamaguitisentis neobythitis ingår i släktet Yamaguitisentis och familjen Echinorhynchidae. Inga underarter finns listade i Catalogue of Life.